# さめがめ
さめがめは、コンピュータゲームの一種である。

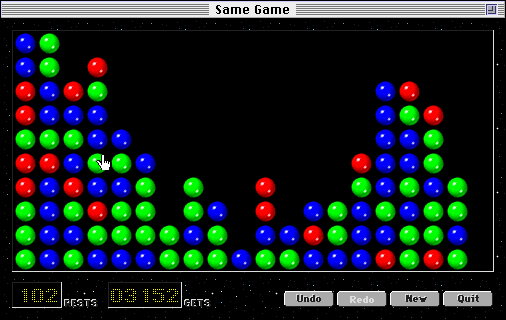
すみやたかひろによるMac OS版

名前の由来は、ゲームタイトル「SAME GAME(セイムゲーム)」の英語表記を日本語ローマ字読みしたもの（#歴史を参照）。
1985年に森辺訓章（もりすけ）が「月刊ASCII」に投稿した「ChainShot!」が元となっている。
ソースが公開されているため、タイムアタック制やステージ制を盛り込んだものなどさまざまなバージョンが存在する。
160*64ドット（駒ひとつは32*32ドット）のビットマップデーターを駒として使用することができるため、駒データーのみを公開している作者も多数存在する。

## ルール
画面は升目状に区切られており、いくつかの種類の駒が配置されている。プレイヤーは、画面上の駒を一つずつ選んで消していき、得点を競う。駒の消え方には、以下のようなルールがある。
- プレイヤーが選んだ駒に接する同じ種類の駒は、同時に消える。（逆に言えば、同じ種類の駒が接していない、孤立した駒は消すことができない）
- 同時に消える駒が多ければ多いほど、得点が大きくなる。
- 消えた駒の上にあった駒は、下に落ちてくる。
- 縦一列の駒が消えると、その右隣の列の駒は、左に移動する。
- 消せる駒がなくなった時点でゲーム終了となる。

```
┌───┐
│○▲□│
│○▲▲│
│□▲□│
└───┘
　↓▲を選択
┌───┐
│○ 　 │
│○□　│
│□□　│
└───┘

```

## 歴史
森辺訓章（もりすけ）がルールを考案し、本人作のコンピュータゲームが「月刊ASCII」に投稿された。
1985年11月号に「ChainShot!（もりすけ作、FM-8用）」「ChainShot!（小日向敏行によるPC-9800シリーズ移植版）」が掲載された。
その後、地道な移植作業を経て1992年に福本栄治（響人）がUNIX版（HIUXM版）『SAME GAME』をフリーウェアとして公開。
同年11月には、Macintosh版「ChainShot！」がDA（デスクアクセサリ）として馬渡栄一郎（K&M Software Corp.）から発売されている。
同年12月、吉岡わたる（W.Yossy）がPC9801版を公開したことを契機に、 草の根BBSを中心に日本各地に広がっていった。
1993年にはWindows版が、1994年には高橋健（KEN Takahashi）によるMacintosh版「まきがめ」、An More Night☆によるFMTOWNS版『猿亀（さるがめ）』が公開された。
1995年にプレイステーションで発売されたBreak Thru!は、さめがめのルールを応用したゲームである。
1996年には『鮫亀』の名称でゲームメーカーのハドソンによってスーパーファミコンにも移植された。「鮫亀」発売前にコマがマリオキャラクターになった『UNDAKE30 鮫亀大作戦マリオバージョン』がパイロット版として作られ、初心会などで使われた。コマはマリオ・タマゴ・コイン・キノコ・ファイアフラワーの5種類。販売店対抗鮫亀コンテスト参加店に配られ、ハイスコア大会の商品としてプレゼントもされた。また、サテラビューでも配信された。
1997年にはゲームボーイ版が『SAME GAME』の名称でハドソンから発売。2001年に同社から発売されたNINTENDO 64ソフト『ボンバーマン64』、2003年に同社から発売された『ボンバーマンランド2 ゲーム史上最大のテーマパーク』にも「さめがめ」として収録されている。
2007年4月12日にロケットカンパニーより発売されたニンテンドーDS用ゲーム『わたしのリラックマ』に、さめがめの駒をリラックマのキャラクターにした「リラがめ」というミニゲームが収録されている。
2009年1月13日にハドソンからWii用サービスWiiウェア専用ソフトとして『さめがめWii』が配信された。
Swell Foopというクローンゲームが作られており、UbuntuなどLinuxディストリビューションの一部がバンドルしている。
そのほかにもYahoo!ゲームで公開されていた『ブロキシー（あにがめ）』、ハンゲームの『セイムパズル』、アニマロッタの『チェーンボンバー』など数多くのアレンジが存在する。